# Rudolf Spielmann

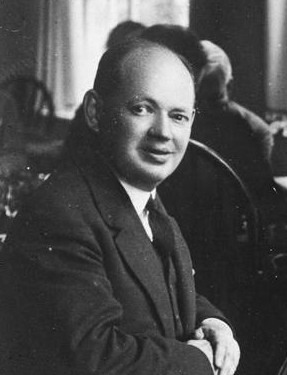
Rudolf Spielmann

Rudolf Spielmann (Wenen, 5 mei 1883 - Stockholm, 20 augustus 1942) was een Oostenrijkse schaker, hoewel hij het grootste deel van zijn leven in Duitsland woonde.
Spielmann leerde al vroeg schaken en speelde al gauw in allerlei grote toernooien mee. Hij stond bekend als een aanvallend schaker en hij speelde bij voorkeur het Koningsgambiet. Hij was niet zo bekend met andere openingen: de reden waarom hij de ene keer uitstekend speelde en de andere keer slecht. Zijn grootste succes behaalde hij op het schaaktoernooi Semmering 1926 waar hij Aleksandr Aljechin, Milan Vidmar, Aaron Nimzowitsch, Sawielly Tartakower, Akiba Rubinstein en Siegbert Tarrasch versloeg. Hij was een Jood en vluchtte op tijd naar Zweden waar hij in 1942 overleed.
Het Spielmanngambiet is een variant in de Aljechin opening
- (en)   Informatie over schaakpartijen van Rudolf Spielmann op ChessGames.com